# Prionota xanthomelana
Prionota xanthomelana är en tvåvingeart som först beskrevs av Walker 1848.  Prionota xanthomelana ingår i släktet Prionota och familjen storharkrankar. Inga underarter finns listade i Catalogue of Life.